# Oenanthe fusca
Oenanthe fusca е вид птица от семейство Muscicapidae.

## Разпространение
Видът е разпространен в Индия, Непал и Пакистан.